# Kadu Martins
Kadu Martins é um músico brasileiro. Recebeu disco de platina triplo pela canção "Novinha do Onlyfans". Segundo o Metrópoles, é um dos maiores representantes do gênero que se denomina "trapiseiro", relacionado ao forró. Nascido em Fortaleza, deu início às suas atividades com dezesseis anos de idade, atuando como compositor. 